# Matwei Iwanowitsch Skobelew

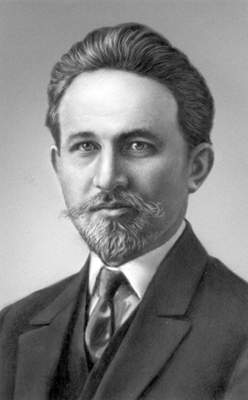
Matwei Skobelew um 1925

Matwei Iwanowitsch Skobelew (russisch Матвей Иванович Скобелев; * 28. Oktoberjul. / 9. November 1885greg. in Baku; † 29. Juli 1938 in Moskau) war ein russischer Journalist, Ingenieur, Revolutionär, Minister und sowjetischer Politiker.

## Leben
Skobelew entstammte einer russischen Industriellenfamilie, die ihrer molokanischen Überzeugung wegen in der Mitte des 19. Jahrhunderts aus den russischen Zentralprovinzen in das Gouvernement Baku abgeschoben worden war. Im Jahr 1903 trat er der SDAPR bei. Skobelew nahm an der Russischen Revolution 1905 teil, führte den Streik der Bakuer Erdölarbeiter an und entzog sich der drohenden Verhaftung durch die Flucht ins Ausland. In Wien schrieb er sich im Polytechnikum ein, das er 1912 absolvierte. Zuvor kontaktierte er Plechanow und Martow. Ab 1908 arbeitete Skobelew in der Redaktion von Leo Trotzkis russischsprachiger Zeitung Prawda mit. Als SDAPR-Delegierter nahm er 1910 am 8. Kongress der Zweiten Internationale in Kopenhagen teil.
Nach seiner Heimkehr wurde Skobelew 1912 als Vertreter Transkaukasiens in die Staatsduma gewählt und arbeitete dort in den Ressorts Finanzen und Wirtschaft mit. 1914 führte er wiederum einen Streik der Bakuer Erdölarbeiter an. Einer seiner Artikel in der Bakuer Arbeiterzeitung bescherte ihm vier Monate Gefängnishaft, allerdings ohne Verlust der parlamentarischen Rechte. Während des Krieges kritisierte er zwar die Kriegsführung des Zaren, trat jedoch für den Sieg der russischen Waffen ein.
Während der Februarrevolution 1917 wurde der Menschewik Skobelew stellvertretender Vorsitzender des Petrograder Sowjets und organisierte die Erhebung der Sveaborger und Kronstädter Matrosen. Am  1.jul. / 14. Maigreg. 1917 wurde er unter Kerenski in der Provisorischen Regierung Arbeitsminister. Aus Protest gegen den Kornilow-Putsch verließ er Anfang September 1917 die Provisorische Regierung.
Gegen die Oktoberrevolution hatte Skobelew zunächst durchaus Vorbehalte. So war er mit der Auflösung der Konstituierenden Versammlung Mitte Januar 1918 durch die bolschewistische Regierung nicht einverstanden. Dann aber wendete er sich von den Menschewiki ab, warb auf einer Tour durch Südrussland für das bolschewistische Sowjetregime und organisierte den Kampf der Roten Armee gegen die „Weißen“ mit.
Ende 1920 konnte Skobelew die grusinischen Menschewiken nicht zu einer konzertierten Aktion mit der Roten Armee gegen Denikin bewegen und ging nach Frankreich. In London traf er sich mit Lenins beiden Gefährten Krassin und Kamenew. Skobelew arbeitete ab 1921 im Rahmen von Lenins Neuer Ökonomischer Politik als französischer Ableger der All-Russian Co-operative Society (Arcos).
Auch als Skobelew im Jahr 1925 aus dem freiwilligen französischen Exil in die Sowjetunion zurückgekehrt war, arbeitete er auf dem Außenhandelssektor weiter. 1936–1937 war er in einer Forschungseinrichtung des sowjetischen Allunions-Rundfunkkomitees tätig.
Ende 1937 wurde Skobelew im Auftrag Jeschows verhaftet und Ende Juli 1938 als „volksfeindlicher Terrorist“ erschossen. Im Jahr 1957 – während der Tauwetter-Periode – wurde er postum rehabilitiert.